# شیگئو کیاما
شیگئو کیاما (انگلیسی: Shigeo Kiyama؛ زادهٔ ۲۷ سپتامبر ۱۹۷۳) صداپیشه اهل ژاپن است. وی از سال ۱۹۹۷ میلادی تاکنون مشغول فعالیت بوده‌است.